# Arthur Stace

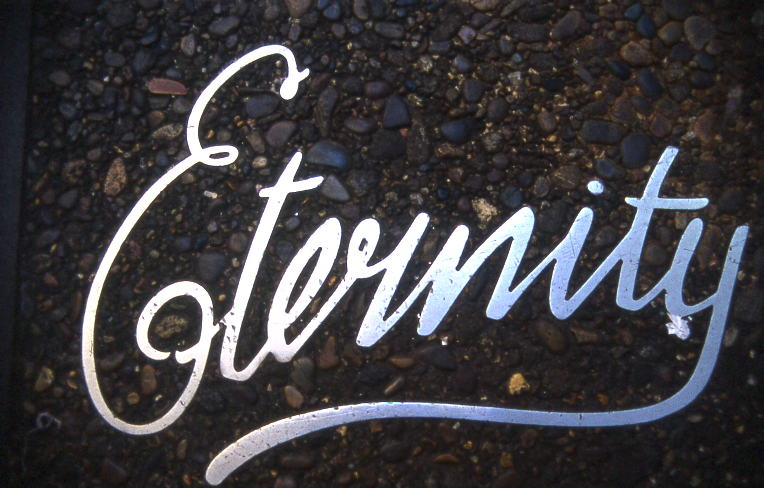
Replica van Arthur Stace's geschrift. "Eternity" (NL: Eeuwigheid)

Arthur Malcolm Stace (Sydney, 9 februari 1885 - aldaar, 30 juli 1967) beter bekend als Mr Eternity, was een Australische soldaat.

## Biografie
Stace was een alcoholist vanaf zijn tienerjaren tot het begin van de jaren dertig. In de jaren veertig bekeerde hij zich tot het christendom en zijn boodschap begon te verspreiden door het woord 'Eternity' in kopergravure te schrijven met geel krijt op voetpaden en drempels in en rond Sydney, van Martin Place tot Parramatta; van 1932 tot zijn dood in 1967. Hij werd een legende in de plaatselijke folklore van de stad, het verhaal van zijn leven heeft boekadaptaties, museumexposities, standbeelden, een opera en een film geïnspireerd. In het National Museum of Australia wordt nog een geschrift van hem bewaard.
Geschat wordt dat hij het woord "Eternity" in de afgelopen 35 jaar meer dan een half miljoen keer heeft geschreven.
- Australian Dictionary of Biography: stace-arthur-malcolm-8615
- Nationale bibliotheek van Australië: 60602871
- Trove: 1469981
- Virtual International Authority File: 973150748992316420008